# Mordellistena parvula
Mordellistena parvula là một loài bọ cánh cứng trong họ Mordellidae. Loài này được Gyllenhal miêu tả khoa học năm 1827.